# Kathrin Groh
Kathrin Groh (* 1969 in Dortmund) ist eine deutsche Rechtswissenschaftlerin und Hochschullehrerin.

## Leben
Nach dem Abitur in Dortmund 1988 studierte sie Rechtswissenschaften an den Universitäten Bielefeld und Strasbourg. Sie promovierte 2003 in Bielefeld. Dort erfolgte 2008 die Habilitation (venia legendi für die Fächer Öffentliches Recht, Staatstheorie und Staatskirchenrecht). 
Ab 2008 nahm sie Lehrstuhlvertretungen in Frankfurt am Main, Bielefeld und München wahr. Am 23. März 2011 wurde sie zur Universitätsprofessorin für Öffentliches Recht an der Universität der Bundeswehr München ernannt. Dort war sie bis 2020 Dekanin der Fakultät Staats- und Sozialwissenschaften.
Groh gehört dem Wissenschaftlichen Beirat des Vereins Weimarer Republik zum Haus der Weimarer Republik an.

## Schriften (Auswahl)
- Selbstschutz der Verfassung gegen Religionsgemeinschaften. Vom Religionsprivileg des Vereinsgesetzes zum Vereinigungsverbot, Berlin 2004, ISBN 3-428-11473-6 (Dissertation).
- als Hg. mit Christine Weinbach: Zur Genealogie des politischen Raums. Politische Strukturen im Wandel, Wiesbaden 2005, ISBN 3-531-14185-6.
- Demokratische Staatsrechtslehrer in der Weimarer Republik. Von der konstitutionellen Staatslehre zur Theorie des modernen demokratischen Verfassungsstaats, Tübingen 2010, ISBN 978-3-16-150222-4 (Habilitationsschrift).